# وادي جلالي (العدين)

تعديل مصدري - تعديل

وادي جلالي محلة تابعة لقرية سنعات العمارنة، التابعة لعزلة العمارنة بمديرية العدين إحدى مديريات محافظة إب في الجمهورية اليمنية، بلغ تعداد سكانها 99 حسب تعداد اليمن لعام 2004.